# Johan Henrik Andresen (1815–1874)
Johan Henrik Andresen (Christiania, 1815. március 25. – 1874. június 4.) norvég üzletember. Édesapja Nicolai Andresen, édesanyja Engel Johanne Christiane Reichborn. Testvérei a bankár Nicolay August Andresen és az ezüstbánya-vezető Carl Ferdinand Andresen. Fia a gyártulajdonos Nicolai Andresen, unokája a gyártulajdonos és politikus Johan H. Andresen.